# Ramlibacter
Ramlibacter es un género de bacterias gramnegativas de la familia Comamonadaceae. Fue descrito en el año 2003. Su etimología hace referencia a bacteria de la arena. Son bacterias aerobias. Son pleomórficas, pudiéndose presentar con forma cocoide o con forma bacilar, que en algunos casos puede ser móvil por deslizamiento. La mayoría de especies se han aislado de suelos, mientras que otras se encuentran en aguas. 

## Taxonomía
Actualmente hay 14 especies descritas:
- Ramlibacter agri
- Ramlibacter algicola
- Ramlibacter alkalitolerans
- Ramlibacter aquaticus
- Ramlibacter ginsenosidimutans
- Ramlibacter henchirensis
- Ramlibacter humi
- Ramlibacter montanisoli
- Ramlibacter monticola
- Ramlibacter pinisoli
- Ramlibacter rhizophilus
- Ramlibacter solisilvae
- Ramlibacter tataouinensis
- Ramlibacter terrae